# Aleyrodes crataegi
Aleyrodes crataegi là một loài côn trùng cánh nửa trong họ Aleyrodidae, phân họ Aleyrodinae.
Aleyrodes crataegi được Kiriukhin miêu tả khoa học đầu tiên năm 1947.